# Aniva
Aniva (en russe : Анива) est une ville côtière de l'oblast de Sakhaline, en Russie, et le centre administratif du raïon d'Aniva. Sa population s'élevait à 9 309 habitants en 2022.

## Géographie
Aniva est située sur la côte de la baie d'Aniva, dans le sud de l'île de Sakhaline. Elle est arrosée par la rivière Lioutoga. Elle se trouve à 37 km au sud de Ioujno-Sakhalinsk.

## Histoire
La ville a d'abord été le village de Lioutoga (Лютога), fondé en 1886. En 1905, elle fut cédée au Japon avec le reste de la partie méridionale de Sakhaline par le traité de Portsmouth, puis rebaptisée Rūtaka (留多加町) par les Japonais. La localité revint à l'Union soviétique en 1945. L'année suivante, elle reçut le statut de ville et le nom d'Aniva.

## Population
Recensements (*) ou estimations de la population:
| 1925  | 1935  | 1959* | 1970* | 1979* | 1989* | 1992  |
| ----- | ----- | ----- | ----- | ----- | ----- | ----- |
| 2 410 | 2 861 | 5 545 | 5 859 | 6 826 | 8 905 | 9 500 |

| 1996  | 1998  | 2000  | 2001  | 2002* | 2003  | 2004  |
| ----- | ----- | ----- | ----- | ----- | ----- | ----- |
| 8 900 | 8 700 | 8 600 | 8 600 | 8 084 | 8 100 | 8 100 |

| 2005  | 2006  | 2007  | 2008  | 2009  | 2010* | 2011  |
| ----- | ----- | ----- | ----- | ----- | ----- | ----- |
| 8 114 | 8 085 | 8 156 | 8 248 | 8 314 | 9 115 | 9 100 |

| 2012  | 2013  | 2014  | 2015  | 2016  | 2017  | 2018  |
| ----- | ----- | ----- | ----- | ----- | ----- | ----- |
| 9 148 | 9 170 | 9 239 | 9 288 | 9 369 | 9 430 | 9 445 |

| 2019  | 2020  | 2021  | 2022  | - | - | - |
| ----- | ----- | ----- | ----- | - | - | - |
| 9 405 | 9 378 | 9 326 | 9 309 | - | - | - |